# Chiyomi Kobayashi
Chiyomi Kobayashi (小林千代美, Kobayashi Chiyomi), née le 8 décembre 1968, est une femme politique japonaise, représentant la préfecture d'Hokkaidō à la Chambre des représentants du Japon pour le Parti démocrate japonais. C'est également une figure de la politique locale, étant notamment membre de l'assemblée préfectorale de Hokkaidō, représentant la ville de Chitose et ses environs. 

## Jeunesse et carrière pré-électorale
Kobayashi effectue ses études à l'université Chūō, dans le département des sciences politiques. Après l'obtention de son diplôme, elle travaille dans la section boulangerie de l'entreprise Nissin Foods.
Elle débute son engagement avec le Parti démocrate japonais dès l'université, et devient la directrice adjointe du bureau de la jeunesse du parti.

## Carrière électorale
Lors des élections législatives japonaises de 2009, Kobayashi se présente dans la cinquième circonscription de la préfecture d'Hokkaidō, représentant le Parti démocrate japonais. Elle est opposée à Nobutaka Machimura, l'ancien secrétaire en chef du Parti libéral-démocrate. Elle le bat, est élue, et le remplace à la Diète.
En 2010, elle est accusée d'irrégularités et de fraude dans le financement de sa campagne électorale aux élections législatives de l'année passée, ces irrégularités atteignant un montant de 12 millions de yens. Ce financement illicite est procuré par un de ses soutiens, un syndicat enseignant de la préfecture d'Hokkaidō. À la suite de cette série d'incidents, elle décide de démissionner le 17 juin 2010. En conséquence, la Haute Cour de Sapporo déclare une peine d'inéligibilité de cinq ans à l'encontre de Kobayashi.
En 2023, elle se présente aux élections pour l'assemblée préfectorale d'Hokkaidō, en tant que représentante de la circonscription de la ville de Chitose et ses environs. Elle est soutenue par le Parti démocrate constitutionnel. Elle est élue à l'issue de cette élection. 

## Prises de position
Elle se déclare opposée à un modification de la constitution antimilitariste du Japon, soutenue par les premiers ministres Shinzo Abe et Fumio Kishida. Elle se déclare également favorable à une ouverture du droit de vote aux résidents permanents lors des élections locales. 